# 金子慎二
金子 慎二（かねこ しんじ、1987年4月3日 - ）は、千葉県出身の元サッカー選手。ポジションはミッドフィールダー。

## 来歴
2003年のJリーグユース選手権大会では準優勝に貢献。
ベガルタ仙台では主に攻撃的MF/守備的MF両方で起用されていた。トップ出場こそなかったが、2006年のリーグ戦序盤では新人ながらベンチ入りを果たした。
2008年2月6日夜、延岡市でのキャンプ中に、富田晋伍、細川淳矢、一柳夢吾と共に酒に酔って一般人の車を傷つけるという不祥事を起こした。騒ぎを聞きつけた手倉森監督が駆け付け、その場で示談が成立し、被害届は出されなかった。関わった選手には3か月の減俸が課せられた。
FC琉球では主に右のサイドバックで起用されて移籍1年目からレギュラーを獲得した。
2010年をもってFC琉球を契約満了となり、2011年よりツエーゲン金沢に移籍した。引退時期は不明だが、2020年現在は柏レイソル公認のサッカースクールである、柏レイソルアライアンスアカデミー長生においてジュニアユース担当のスタッフを務めている。

## 所属クラブ
- 2000年 - 2002年 ジェフユナイテッド市原ジュニアユース
- 2003年 - 2005年 ジェフユナイテッド市原/ジェフユナイテッド市原・千葉ユース
- 2006年 - 2008年 ベガルタ仙台
- 2009年 - 2010年 FC琉球
- 2011年 - 2012年 ツエーゲン金沢

## 個人成績
| 国内大会個人成績 | 国内大会個人成績 | 国内大会個人成績 | 国内大会個人成績 | 国内大会個人成績 | 国内大会個人成績 | 国内大会個人成績 | 国内大会個人成績 | 国内大会個人成績 | 国内大会個人成績 | 国内大会個人成績 | 国内大会個人成績 |
| 年度             | クラブ           | 背番号           | リーグ           | リーグ戦         | リーグ戦         | リーグ杯         | リーグ杯         | オープン杯       | オープン杯       | 期間通算         | 期間通算         |
| 年度             | クラブ           | 背番号           | リーグ           | 出場             | 得点             | 出場             | 得点             | 出場             | 得点             | 出場             | 得点             |
| 日本             | 日本             | 日本             | 日本             | リーグ戦         | リーグ戦         | リーグ杯         | リーグ杯         | 天皇杯           | 天皇杯           | 期間通算         | 期間通算         |
| ---------------- | ---------------- | ---------------- | ---------------- | ---------------- | ---------------- | ---------------- | ---------------- | ---------------- | ---------------- | ---------------- | ---------------- |
| 2006             | 仙台             | 29               | J2               | 0                | 0                | -                | -                | 0                | 0                | 0                | 0                |
| 2007             | 仙台             | 29               | J2               | 0                | 0                | -                | -                | 1                | 0                | 1                | 0                |
| 2008             | 仙台             | 29               | J2               | 0                | 0                | -                | -                | 0                | 0                | 0                | 0                |
| 2009             | 琉球             | 25               | JFL              | 29               | 1                | -                | -                | -                | -                | 29               | 1                |
| 2010             | 琉球             | 25               | JFL              | 25               | 0                | -                | -                | 2                | 0                | 27               | 0                |
| 2011             | 金沢             | 29               | JFL              | 5                | 0                | -                | -                | 0                | 0                | 5                | 0                |
| 2012             | 金沢             | 25               | JFL              | 21               | 0                | -                | -                | 1                | 0                | 22               | 0                |
| 通算             | 日本             | 日本             | J2               | 0                | 0                | -                | -                | 1                | 0                | 1                | 0                |
| 通算             | 日本             | 日本             | JFL              | 80               | 1                | -                | -                | 3                | 0                | 83               | 1                |
| 総通算           | 総通算           | 総通算           | 総通算           | 80               | 1                | -                | -                | 4                | 0                | 84               | 1                |

## 代表歴
- U-17日本代表